# Inujima
Inujima (japanisch 犬島) ist eine kleine, bewohnte Insel in der japanischen Seto-Inlandsee. Inujima ist auch ein Ortsteil des Bezirks Ost der Stadt Okayama in der Präfektur Okayama mit der Postleitzahl 704-8153.

## Geographie
Inujima liegt innerhalb der Präfektur Okayama etwa zwei Kilometer südöstlich der Küste und der Stadt Okayama. Die Insel hat eine Fläche von 0,54 km² bei einem Umfang von 3,6 km. Die höchste Erhebung erreicht eine Höhe von 31 m.
Die Einwohnerzahl betrug 44 Personen im Jahr 2015, was einer Bevölkerungsdichte von 81 Einwohnern pro Quadratkilometer entspricht. Der Bevölkerungstrend ist rückläufig.
| Jahr          | 1822 | 1862 | 1919 | 1935 | 1945 | 1951 | 1955 | 1960 | 1965 | 1969 | 1975 | 1984 | 1995 | 1996 | 2000 | 2001 | 2005 | 2010 | 2015 |
| ------------- | ---- | ---- | ---- | ---- | ---- | ---- | ---- | ---- | ---- | ---- | ---- | ---- | ---- | ---- | ---- | ---- | ---- | ---- | ---- |
| Einwohnerzahl | 80   | 110  | 1200 | 1500 | 982  | 1350 | 843  | 820  | 629  | 750  | 353  | 224  | 105  | 115  | 84   | 79   | 65   | 54   | 44   |
| Haushalte     | 18   | 22   | 240  | 280  | 241  | 242  | 220  | 216  | 189  | 190  | 133  | 93   |      | 59   |      | 49   |      |      |      |

## Geschichte und Kultur

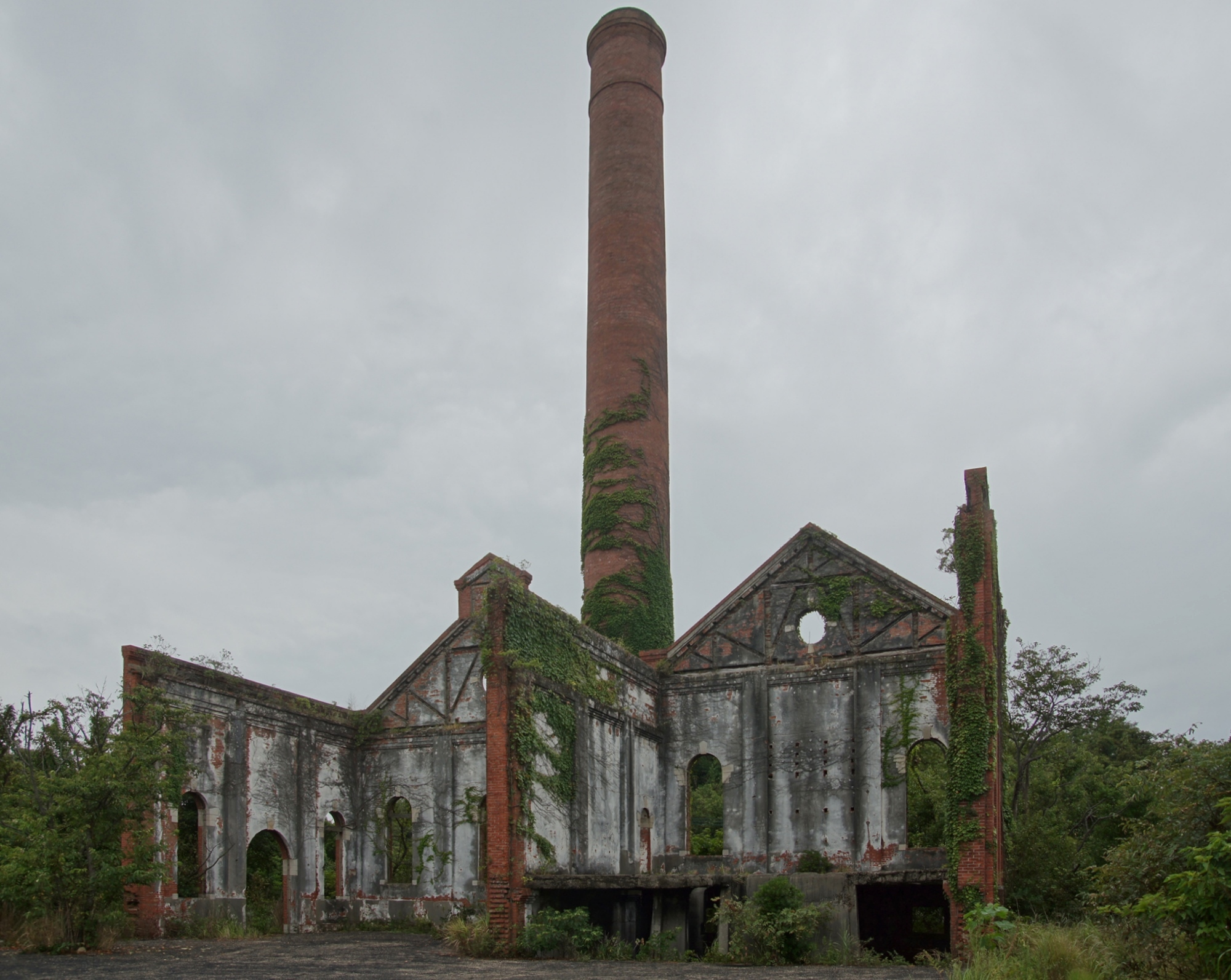
Überreste der Kupferraffinerie (2011)

Bekannt ist die Insel als Steinbruchstandort, auf dem Granit namens „Inujima Mikage“ abgebaut wurde, der Verwendung in den Steinmauern der Burgen Ōsaka, Edo und Okayama fand sowie in der Meiji-Zeit beim Bau des Hafens von Osaka. Der Steinabbau veränderte die Topographie der Insel nachhaltig.
1909 wurde auf der Insel eine Kupferraffinerie eröffnet. Nach dem Ende des Ersten Weltkriegs sank der Kupferpreis jedoch stark und 1919 stellte die Raffinerie ihren Betrieb ein. 1935 eröffnete die Okayama-Fabrik. 1991 wurden die Inujima-Grund- und Mittelschule wegen des anhaltenden Bevölkerungsrückgangs geschlossen.
Inujima ist ein Austragungsort der Setouchi Triennale, einem internationalen Kunstfestival. Dazu gibt es auch zahlreiche Kunstprojekte auf der Insel, darunter das Inujima Seirensho Art Museum, bei dem es sich um die ehemalige Kupferraffinerie handelt.
Ein Shintō-Schrein auf der Insel ist der Tenmangū (天満宮), der 1469 errichtet worden sein soll.
Auf der Südseite der Insel befindet sich ein großer Campingplatz und Badestrände.

## Verkehr
Der Hafen von Inujima befindet sich im Nordosten der Insel. Von Hōden auf Honshū aus benötigt die Fähre etwa sieben Minuten nach Inujima.